# Kuixing

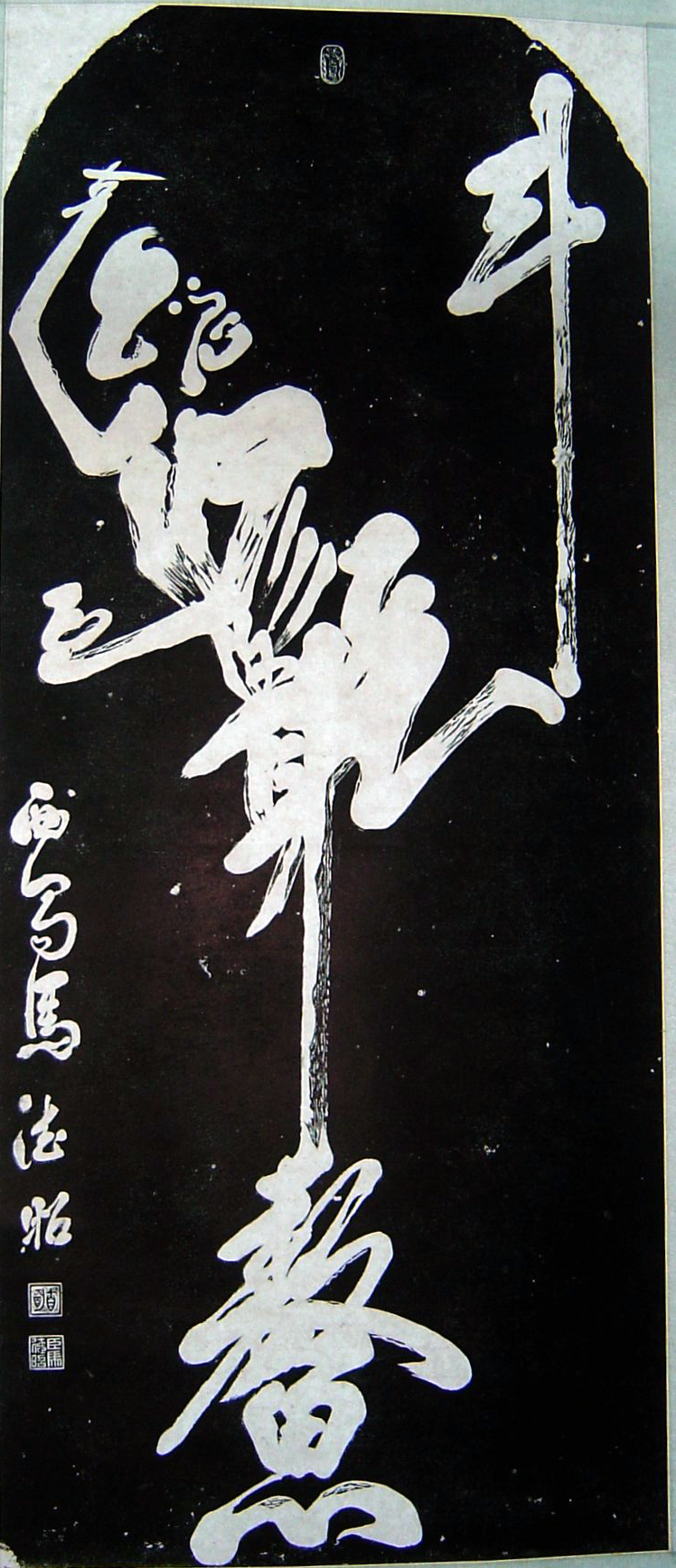
Kuixing na jednej ze stel w Beilin

Kuixing (chiń. 魁星; pinyin Kuíxīng; Wade-Giles K’uei-hsing) – w mitologii chińskiej bóg literatury i patron osób przystępujących do egzaminów urzędniczych, identyfikowany z gwiazdozbiorem Wielkiej Niedźwiedzicy i utożsamiany często z innym bóstwem, Wenchangiem.
Zgodnie z legendą żył w czasach dynastii Tang i był znakomitym uczonym, jednak z powodu swojego odrażającego wyglądu i karłowatego wzrostu nie mógł zrobić kariery. Zrozpaczony popełnił samobójstwo, jego dusza została jednak w cudowny sposób wyniesiona do nieba i zaliczona w poczet bogów.
W ikonografii przedstawiany jest stojący na jednej nodze na rybie i z pędzlem pisarskim w dłoni.